# Бассе (район місцевого самоврядування)
Бассе (англ. Basse) — район місцевого самоврядування Гамбії. Знаходиться у межах округу Верхня Річка. Площа — 2 070 км² , населення — 198 773 особи (2010 рік). На заході межує з округом Центральна Річка, на півночі, сході та півдні з Сенегалом. Через всю територію району зі сходу на захід протікає річка Гамбія.

## Адміністративний поділ
Адміністративно район місцевого самоврядування поділяється на 4 райони:
- Східний Фулладу
- Кантора
- Санду
- Вулі

| Гамбія | Це незавершена стаття з географії Гамбії. Ви можете допомогти проєкту, виправивши або дописавши її. |